# Ordre (música)

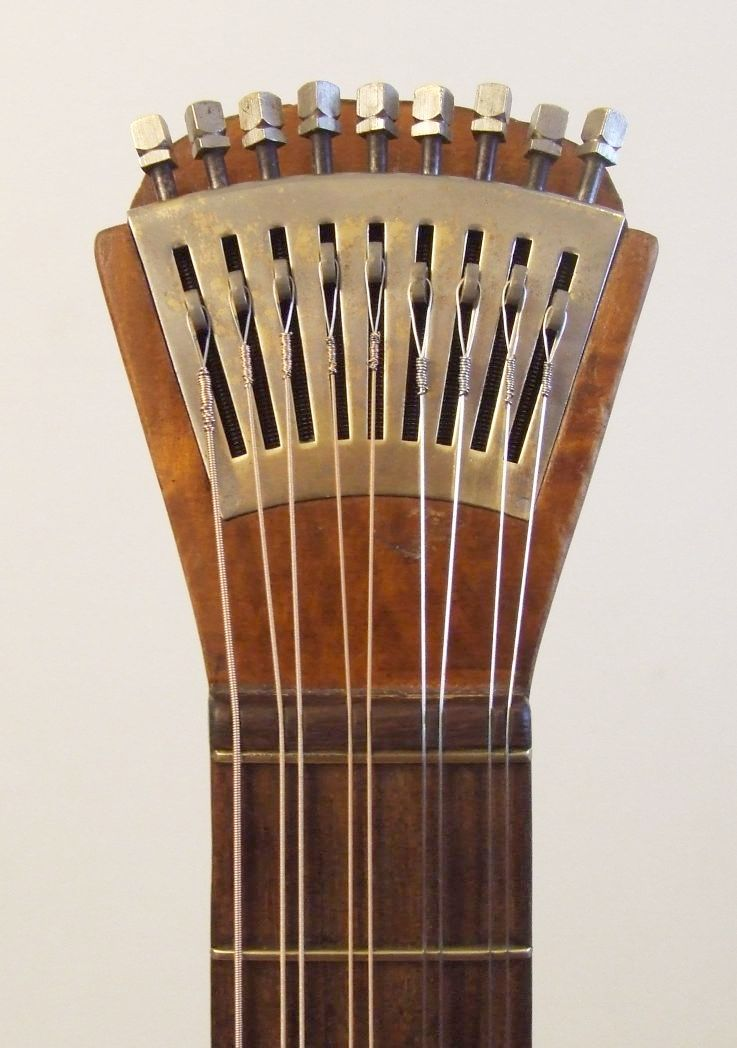
Els cinc ordres d'un Cistre.

Un ordre és, en música, cada corda o grup de cordes d'un instrument cordòfon que es toquen simultàniament per a produir una determinada nota. Els ordres poden ser senzills, en el cas que tinguin una sola corda que estarà afinada en una nota concreta i diferent de les altres, o dobles, en el cas de dues notes que estaran afinades amb la mateixa nota o bé amb notes que estan a distància d'una octava, és a dir, d'igual nom, però que estrictament no són la mateixa. Si en tenen tres, son ordres triples, i així successivament.
Alguns instruments han tingut sempre ordres senzills, altres continuen tenint ordres dobles (com la bandúrria o la mandolina, i altres, encara, tenen una combinació d'ordres dobles i senzills com és el cas del llaüt del renaixement, de vuit ordres:
En aquest cas, començant per les notes més greus, els quatre primers ordres són dobles per octaves; els tres següents també són dobles però a l'uníson; només l'últim, el més agut, és senzill.
A vegades, impròpiament, es diu que un instrument té sis cordes dobles quan, en realitat, caldria dir que té sis ordres dobles.
En instruments com el saltiri o el piano, el nombre de cordes pot arribar a tres i quatre per ordre. En els instruments d’arquet, per qüestions mecàniques del pas de l’arc, els ordres són gairebé sempre senzills.